# ديفيد ميلر
ديفيد ميلر (30 يناير 1870 في المملكة المتحدة - 12 أبريل 1943 في أستراليا) (بالإنجليزية: David Miller)‏ هو لاعب كريكت أسترالي ونيوزلندي.

## وصلات خارجية
- ديفيد ميلر على موقع إي آس بي آن كريك إنفو (الإنجليزية)